# Kaiserbrunnen (Attersee)
Koordinaten: 47° 47′ 31,3″ N, 13° 29′ 4,5″ O
Der Kaiserbrunnen ist ein Brunnen bei Unterach am Attersee im Salzkammergut. Er liegt schon im Gemeindegebiet Sankt Gilgen, Land Salzburg.

## Lage
Der Kaiserbrunnen ist eine natürliche Quelle am Fuß der Ackerschneid, des nordöstlichen Abbruchs des Schafbergs am Südende des Attersees. Er befindet sich zwischen den Orten Unterach und Burgbachau, an der Seeleitenstraße (B152), die hier eingezwängt zwischen dem See und den Felswänden verläuft.

## Geschichte
Die Quelle dürfte schon in vorgeschichtlicher Zeit genutzt worden sein. In den 1870ern wurde hier bei der Anlage des angrenzenden Steinbruchs ein Hortfund gemacht. Er stammt aus der frühen Römerzeit des 1. nachchristlichen Jahrhunderts (Römerzeit in Österreich 15–487 n. Chr.), ist aber noch keltischen Ursprungs (ausgehende Latènezeit, post-hallstättisch). Es handelt sich um diverse eiserne und keramische bäuerliche Gerätschaften. Die damaligen Deponierungsumstände sind unklar.
1879 wurde der Brunnen dann durch den Verschönerungsverein der Gemeinde Unterach neu gefasst und dem Kaiserpaar Franz Josef und Elisabeth zu deren Silberner Hochzeit gewidmet.
Heute ist der Platz primär unter Tauchern bekannt, weil er eine gute Einsetzstelle bietet.

## Beschreibung des Hortfundes
Der Fund vom Kaiserbrunnen umfasst:
- einen eisernen mehrgliedrigen Kesselhaken mit 155 cm Gesamtlänge
- einen eisernen langstieligen Schöpflöffel
- zwei eiserne hakenförmige Geräte
- einen eisernen Meißel
- ein eisernes Sensenblatt mit 87 cm Schneidelänge
- zwei eiserne Pflugscharen
- einen eisernen Löffelbohrer
- diverse keramische Scherben von kleineren und größeren Gefäßen, Schüsseln und Flaschen, teils einfach verziert

Zum Fund gehörte auch eine römische Bronzefigurine, die die Datierung schon in die Römerzeit zulässt. Diese ist verschollen. Den Fund erwarb Matthäus Much, der Entdecker der Mondseer und Atterseer Pfahlbauten. Diese Sammlung befindet sich seit 1912 im heutigen Institut für Urgeschichte und Historische Archäologie der Universität Wien.
Der Fund ist ein wichtiger Beleg für die keltisch-römische Siedlungskontinuität im Raum und die seinerzeitige Erschließung auch der abgelegeneren Örtlichkeiten. Die Römerstraße entlang des Attersee-Ostufers nach Bad Ischl bei Weißenbach ist gut belegt.

## Beschreibung des Brunnens
Der Brunnen hat eine einfache Steinfassung. Oberhalb des Mundlochs befindet sich die Gedenktafel für das Kaiserpaar von 1879. Neben dem Brunnen sind überdachte Sitzbänke errichtet. Hier findet sich eine Gedenktafel für Karl Ritter von Heidler Egeregg, k.k. Generalstabsarzt und Ehrenbürger von Unterach.